# Blaibach
Blaibach település Németországban, azon belül Bajorországban. Lakosainak száma 1943 fő (2023. december 31.).

## Népesség
A település népessége az elmúlt években az alábbi módon változott:
| Lakosok száma | 664  | 1157 | 1721 | 1913 | 1938 | 1949 | 1907 | 1928 | 1950 | 1943 |
|               | 1875 | 1950 | 1975 | 1987 | 2012 | 2014 | 2016 | 2017 | 2021 | 2023 |